# Sitticus ansobicus
Sitticus ansobicus là một loài nhện trong họ Salticidae.
Loài này thuộc chi Sitticus. Sitticus ansobicus được Andreeva miêu tả năm 1976.